# Arabia del Sur

Mapa de Arabia del Sur y Aksum en el año 230.

Arabia del Sur o Arabia Meridional es un término genérico utilizado para referirse a diferentes regiones del sur de la península arábiga, principalmente centrada en lo que es ahora el Yemen. Históricamente, se refiere al conjunto de las regiones que abarcan el oasis de Najrán y el territorio circundante, durante un tiempo, terminal de la ruta caravanera más importante que se movía en dirección de Siria (Shām), Jizán y Asir, que ahora son parte de Arabia Saudita y Dhofar, actualmente parte de Omán y, de manera más general, todas las regiones y poblaciones que hablan o hablaban los idiomas o dialectos llamados de Arabia del Sur, y que compartían una gran cantidad de valores culturales y económicos que sobrepasan las actuales fronteras políticas de la península. Es la antigua región histórica qahtanita.

## Lengua y etimología

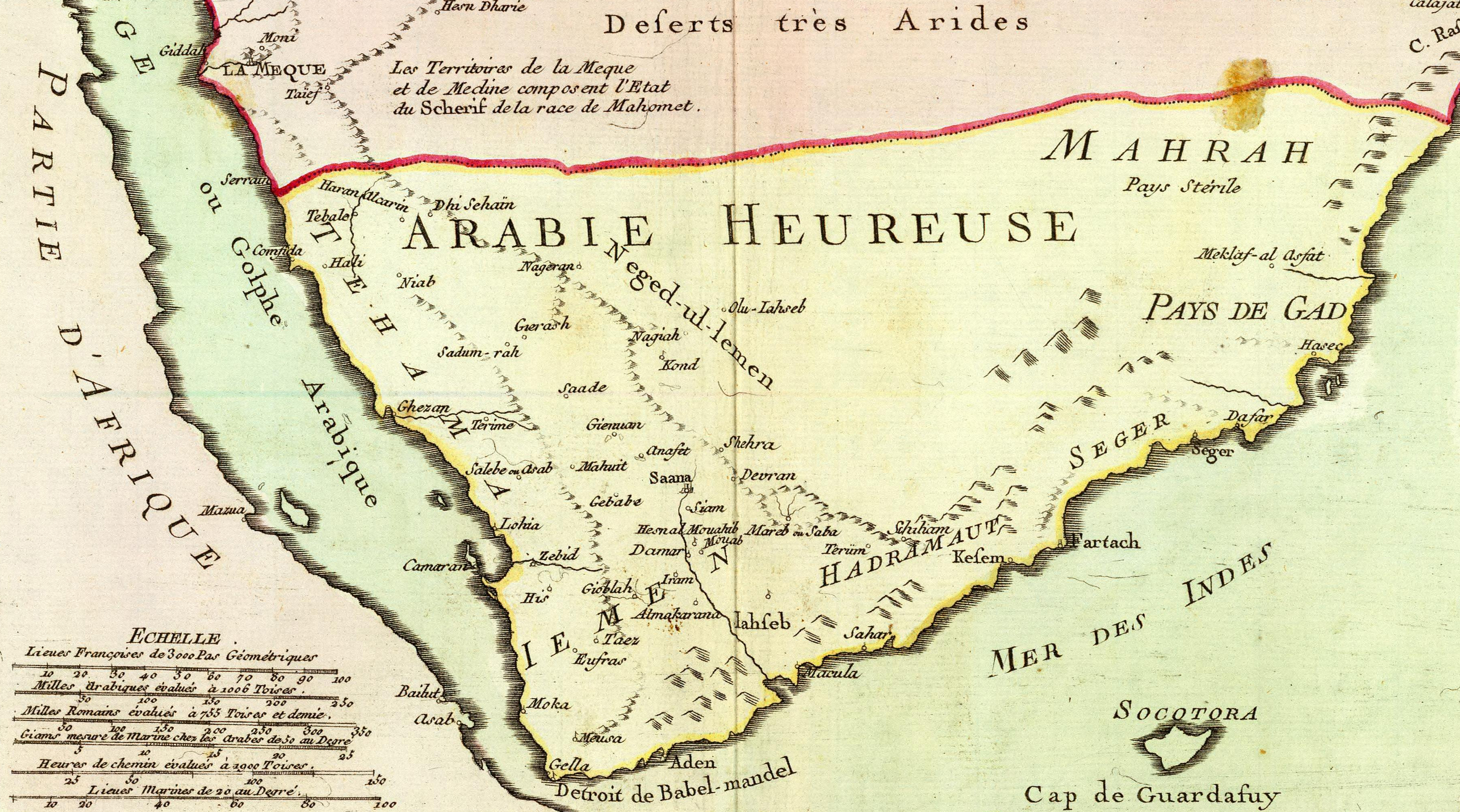
Mapa francés donde se ubica Arabia Felix.

Las fronteras de Arabia del Sur a nivel lingüístico incluirían los pueblos históricos que hablan las antiguas lenguas sudarábigas o dialectos próximos del árabe y sus derivados. Antiguamente, existía un alfabeto sudarábigo, que tomó prestado Etiopía.
Yemen o al-Yaman significa 'el lado derecho'. Una etimología deriva Yemen de yamin, "derecha" lo mismo que el sur está a la derecha ante la salida del sol, aunque esta etimología se considera sospechosa. Otra etimología deriva de yumn que significa 'felicidad, alegría', que cuadra más, puesto que es una región fértil. De hecho, los romanos y los griegos se referían a esta parte de Arabia como Arabia Felix, 'Arabia Feliz', en contraposición a la Arabia desértica (Arabia Deserta) y la que estaba bajo la influencia económica y cultural nabatea (Arabia Petraea).

## Historia
Hace tres mil años, diferentes entidades estatales ocupaban la región sur de Arabia, como M'ain (mineos), Qataban, Hadramaut o Saba.  En la Antigüedad, Arabia del Sur era conocida, sobre todo, por la famosa presa de Marib, la cosmopolita ruta del incienso o la legendaria reina de Saba.
Hace dos mil años, los himyaritas llegaron a ser el pueblo dominante del sur de Arabia y lo siguieron siendo durante varios siglos hasta que los ejércitos del Reino de Aksum, provenientes de la vecina Etiopía, al otro lado del mar Rojo, pusieron sus pies en esta tierra durante los siglos III y IV, para ser derrotados definitivamente, por el rey Kaleb de Aksum en el año 520. Después de un largo reinado etíope, los ejércitos persas sasánidas, llegando también por mar, impusieron su dominio alrededor del 575. En el año 628, 6 años después de la Hégira, la región se convirtió en musulmana.